# Bão Cheneso (2023)
Số hiệu MFR: 05S 
Số hiệu JTWC: 08S 
Bão Cheneso là một xoáy thuận nhiệt đới mạnh đã ảnh hưởng đến Madagascar vào tháng 1 năm 2023. Là cơn bão nhiệt đới thứ tư và xoáy thuận nhiệt đới thứ năm của mùa bão Tây Nam Ấn Độ Dương 2022–23, Cheneso đã phát triển từ một vùng nhiễu động thời tiết được theo dõi lần đầu tại RSMC La Réunion vào ngày 17 tháng 1. Ngày hôm sau hệ thống này mạnh lên thành áp thấp nhiệt đới. Áp thấp nhiệt đới đã mạnh lên thành bão nhiệt đới dữ dội Cheneso vào ngày 19 tháng 1. Cheneso đổ bộ lên phía bắc Madagascar và suy yếu thành một áp thấp nhiệt đới khi đi qua đảo Madagascar, nhưng sau đó tăng cường trở lại trên eo biển Mozambique. Cheneso sau đó mạnh lên thành một xoáy thuận nhiệt đới vào ngày 25 tháng 1. Hệ thống tiếp tục di chuyển về phía đông nam, trước khi chuyển thành áp thấp nhiệt đới vào ngày 29 tháng 1.

## Lịch sử khí tượng

Ảnh động cho thấy bão Cheneso đang đổ bộ đảo Madagascar.

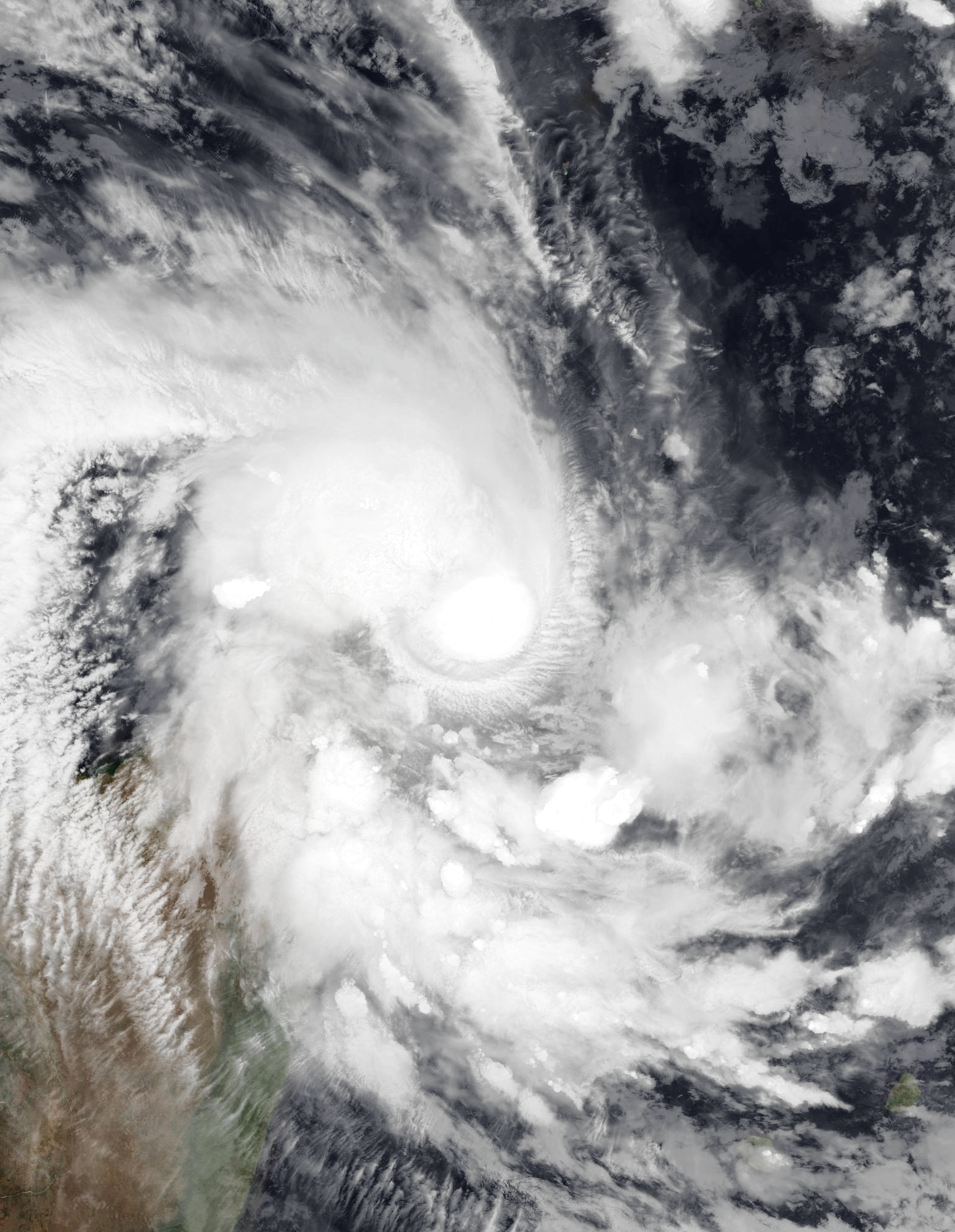
Bão Cheneso đổ bộ đảo Madagasca.

Nguồn gốc của Cheneso có thể bắt nguồn từ một khu vực có mưa rào và giông bão dai dẳng ở phía nam Diego Garcia, lần đầu tiên được Météo-France (MFR) ghi nhận vào ngày 10 tháng 1 năm 2023. Ba ngày sau, Trung tâm Cảnh báo Bão Liên hợp (JTWC) cũng đã bắt đầu theo dõi khu vực nhiễu động. Hệ thống được đặt trong một môi trường thuận lợi để tăng cường, cũng như nhiệt độ mặt nước biển ấm áp, độ đứt gió thẳng đứng từ thấp đến cao. Mặc dù vậy, MFR đã phát tin cảnh báo cho khu vực thời tiết bị xáo trộn, trong khi JTWC đưa ra Cảnh báo hình thành một cơn bão nhiệt đới (TCFA) vào ngày 17 tháng 1. Sáu giờ sau, MFR đã nâng cấp hệ thống lên trạng thái nhiễu động nhiệt đới số hiệu 05S. Tương tự, JTWC sau đó đã đưa ra cảnh báo về hệ thống và phân loại nó là bão nhiệt đới 08S. Đối lưu sâu bao bọc trong mô hình dải cong, khiến MFR nâng cấp nó thành trạng thái áp thấp nhiệt đới. Vào lúc 12:00 UTC ngày 18 tháng 1, MFR cũng nâng cấp hệ thống lên trạng thái bão nhiệt đới trung bình và Meteo Madagascar đặt tên cho nó là Cheneso. Ngay sau đó, Cheneso mạnh lên thành một cơn bão nhiệt đới dữ dội. Hình ảnh vệ tinh cho thấy một vùng mây dày đặc ở trung tâm (CDO) đang che khuất trung tâm lưu thông ở mức độ thấp (LLCC). Cheneso tiếp tục di chuyển về phía tây, và đến ngày hôm sau, nó đã đổ bộ lên phía bắc đảo Madagascar; JTWC đã đưa ra cảnh báo cuối cùng về cơn bão. Đến 18:00 UTC, MFR nói rằng Cheneso đã suy yếu thành áp thấp trên đất liền. Do không chắc chắn trong việc dự đoán đường đi của cơn bão, MFR đã tạm thời ngừng đưa ra các lời khuyên vào ngày 20 tháng 1. Trong ngày 21 tháng 1, Cheneso mạnh lên trở lại tại eo biển Mozambique, JTWC đã tiếp tục giám sát và tuyên bố rằng hệ thống này có tiềm năng phát triển lại. LLCC bắt đầu được hợp nhất với các dải đối lưu sâu bao bọc bên trong nó. Do đó, MFR phát tin cảnh báo bão trở lại vào ngày 23 tháng 1.
Cheneso mạnh lên nhiễu động nhiệt đới, tuy nhiên hệ thống thiếu đối lưu sâu gần trung tâm của nó. Đến 14:00 UTC ngày hôm đó, JTWC đã ban hành lại TCFA và nâng cấp lại hệ thống thành bão nhiệt đới. Cheneso đã tiếp tục xu hướng tổ chức của nó ngay sau đó và vào lúc 00:00 UTC ngày 24 tháng 1, MFR đã nâng cấp hệ thống lên trạng thái áp thấp nhiệt đới. Sáu giờ sau, đối lưu gia tăng gần tâm và cơn bão được nâng cấp thành bão nhiệt đới trung bình. Cơn bão tiếp tục hình thành với một CDO dữ dội hình thành cùng với một con mắt và Cheneso đã mạnh lên thành bão nhiệt đới dữ dội. Đến 03:00 UTC ngày 25 tháng 1, Cheneso đã mạnh lên thành một cơn bão nhiệt đới tương đương cấp 1 trên thang gió bão Saffir–Simpson (SSHWS), khi nó đến gần bờ biển Madagascar. Bão tiếp tục tăng cường hơn nữa với một mô hình cong xác định, đánh dấu sự tăng cường của nó thành trạng thái xoáy thuận nhiệt đới. Đến 18:00 UTC, mô hình mắt bão củng cố khi cơn bão di chuyển về phía đông bắc sau khi đứng yên trong 6 giờ qua. Hình ảnh vệ tinh mô tả rằng một dải đối lưu bao bọc chặt chẽ đang di chuyển xung quanh một mắt đầy mây. Cheneso bắt đầu suy yếu nhanh chóng sau khi mắt của nó nhanh chóng sụp xuống và các đỉnh mây ấm lên. Đến 12:00 UTC ngày 26 tháng 1, Cheneso đã bị MFR hạ cấp xuống trạng thái bão nhiệt đới dữ dội khi nó di chuyển theo hướng đông nam.
Vào ngày hôm sau, Cheneso đã bị JTWC hạ cấp xuống trạng thái bão nhiệt đới do LLCC của nó và vùng đối lưu xung quanh nó trở thành một dải lạnh bị phân mảnh. Tuy nhiên, kiểu mây của Cheneso tiếp tục cải thiện với CDO của nó và Cheneso tăng cường trở lại, đạt sức gió duy trì tối đa trong 10 phút là 120 km/h, sức gió duy trì trong 1 phút là 130 km/h trong khoảng thời gian 00:00 UTC ngày 28 tháng 1. Hình ảnh Radarsat-2 SAR đã ghi lại sức gió 80–85 km/h. Vào lúc 03:00 UTC ngày 28 tháng 1, JTWC ước tính rằng Cheneso đã mạnh lên thành một cơn bão nhiệt đới tương đương cấp 2, với sức gió duy trì trong 1 phút là 155 km/h. Cheneso suy yếu thành trạng thái bão nhiệt đới dữ dội, sau khi đối lưu bắt đầu suy yếu nhanh chóng. JTWC cũng báo cáo rằng Cheneso đã suy yếu hơn nữa thành trạng thái bão nhiệt đới. Đến 06:00 UTC ngày 29 tháng 1, cấu trúc của Cheneso trở nên kém tổ chức, cho thất nó đã suy yếu thành áp thấp nhiệt đới. JTWC cũng đã ngừng cảnh báo trên hệ thống vào khoảng 03:00 UTC ngày 30 tháng 1. Bão tan vào ngày 1 tháng 2.

## Ảnh hưởng

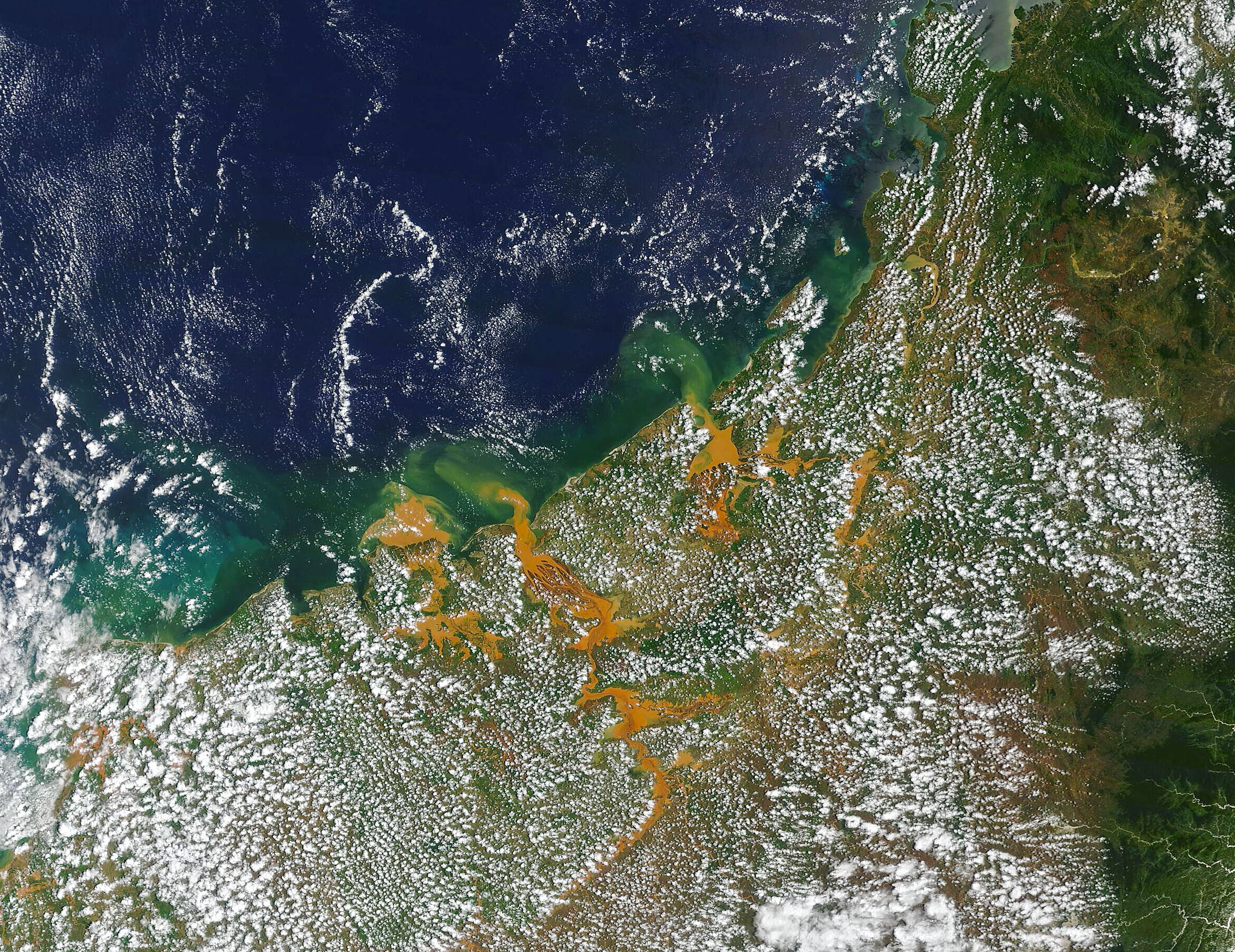
Ảnh vệ tinh cho thấy lũ lụt ở phía bắc đảo Madagascar vào ngày 29 tháng 1.

Tại Sambava, Madagascar, Cheneso đã gây ra lượng mưa 100 mm (3,9 in). Météo Madagascar đã ban hành cảnh báo lũ đỏ cho một số lưu vực sông. Chính phủ Madagascar đã ra lệnh đóng cửa tạm thời các trường học. Gió mạnh lan từ bắc xuống nam dọc theo bờ biển phía tây bắc của Madagascar. Một số cây cầu đã bị phá hủy. Rất nhiều các vụ lở đất, lũ quét đã xảy ra trên các sườn núi.
Văn phòng Quản lý Rủi ro và Thảm họa Quốc gia (BNGRC) đã báo cáo có tất cả 33 người chết và 20 người mất tích. Cơ quan báo cáo có tổng cộng 90.870 người bị ảnh hưởng, 34.100 người trong số đó đã phải di dời. Khoảng 23.600 ngôi nhà và 164 trường học bị tốc mái. Các tổ chức nhân đạo và chính quyền cũng hỗ trợ các nỗ lực chuẩn bị và cứu trợ sau bão vì hàng triệu người dự kiến sẽ bị ảnh hưởng. Các khu vực tương tự đã bị ảnh hưởng bởi Bão Freddy mạnh hơn nhiều hai tuần sau đó.